# Жулиета Канталупи
Жулиета Канталупи (на италиански: Julieta Cantaluppi) е италианска и българска състезателка и треньорка по художествена гимнастика, 7 пъти шампионка на Италия.
Тя е дъщеря на българско-италианската състезателка и треньорка Кристина Гюрова и внучка на всепризнатата българска гимнастичка и треньорка Жулиета Шишманова. Живее и тренира в италианския град Фабриано.
Състезава се за България и за Италия, тъй като е от българско-италиански произход (с майка българка и баща италианец – Флувио Канталупи). Печели редица състезания в Италия, България и други страни. Тя е 7-кратна шампионка на Италия, което е ненадминат рекорд.
Оттегля се от състезателна дейност през 2013 г., като се класира на 3-то място в отборното първенство на Италия по художествена гимнастика, на 28-годишна възраст. Треньорка е в собствения си клуб „Адриана“ на момичета от 7- до 14-годишна възраст.